# Iglesia El Lugar de Su Presencia
La Iglesia El Lugar de Su Presencia es una mega iglesia neopentecostal multisitio colombiana con sede principal en el barrio La Castellana en Bogotá, Colombia, frente a la estación Suba - Calle 95 del sistema de transporte masivo TransMilenio. Fue fundada en 1993 por Andrew Corson Symes y María del Rocío Ardila, más conocidos como Andrés y Rocío Corson. Para el 2018, esta sede contaba con una asistencia de 42.000 personas por fin de semana.
Además de la sede principal, la congregación cuenta con sedes en Bogotá en los barrios El Nogal y Suba La Campiña, así como en los municipios de Medellín (Antioquia), Cajicá (Cundinamarca), Chiquinquirá (Boyacá) y en la ciudad de Dallas (Estados Unidos).  La iglesia también presencia en YouTube, donde supera los 3.6 millones de suscriptores y reportó 21 millones de usuarios anuales en 150 países para el año 2020. Es reconocida por sus agrupaciones musicales Su Presencia Worship y NxtWave, que cuentan con 15 producciones musicales.

## Historia

### Antecedentes (1877 - 1992)
Charles Thomas Studd (1860-1931) fue un misionero inglés que formó parte de los "7 de Cambridge", un grupo de estudiantes de la Universidad de Cambridge que se convirtieron al cristianismo protestante en 1877, influenciados por una campaña de evangelización liderada por Dwight Lyman Moody (1837-1899) e Ira D. Sankey (1840-1908). Inicialmente, Studd y sus compañeros viajaron como misioneros a China, y posteriormente él continuó su obra en África. En 1913, C.T Studd fundó la Worldwide Evangelisation Crusade (WEC), una organización cristiana que enviaba misioneros a distintas partes del mundo. A inicios de los años 30 del siglo XX, esta organización inició su obra misionera en Colombia con Patricio Symes (1902-1986), un misionero australiano y amigo de C.T Studd.
Symes arribó a Colombia en 1933 por el puerto de Buenaventura y en 1936 se casó con Elena Jones (1908-1993), una joven galesa que provenía del Avivamiento de Gales. La pareja tuvo dos hijas en territorio Colombiano: Joy Symes y Ruth Symes. Symes se dedicó a abrir iglesias y fundar un instituto bíblico, a pesar de la violencia religiosa que surgía en el país contra los cristianos protestantes, especialmente después del Bogotazo y durante el periodo conocido como "La Violencia". Durante este tiempo, los cristianos evangélicos enfrentaron ataques, quema de iglesias, detenciones arbitrarias, desplazamientos forzados, torturas, desapariciones y asesinatos, además de prohibiciones para predicar en algunos municipios.
Patricio y Elena Symes fundaron a mediados del siglo XX los Centros de Literatura Cristiana en Colombia, la Editorial Buena Semilla, un instituto bíblico, y la Clínica Emanuel en el centro de Bogotá. Fueron los fundadores y directores de la Cruzada de Evangelización Mundial Colombiana (filial de la WEC), que llegó a contar con múltiples iglesias a lo largo del Colombia y con sede principal en el barrio Eduardo Santos de Bogotá, sede que ellos pastoreaban. En 1975 varios líderes de la misión WEC en Colombia, entre ellos los Symes, anhelaban el Bautismo en el Espíritu Santo (Movimiento Pentecostal), esto causó la división de la misión en el país en 2 organizaciones distintas, una que conservó el nombre y otra que tomó el nombre de Iglesia Cruzada Cristiana, esta última fundada por Patricio Symes, director hasta sus últimos años de vida.
Joy Symes, su hija mayor, se casó en  Australia con Guillermo Corson (1937-2005), un pastor Bautista en formación, tuvieron 2 hijos en este país: Débora Corson y Andrés Corson; durante 4 años esta pareja trabajó en el campo misionero con los aborígenes Australianos. En 1968 esta familia llegó a Colombia con sus 2 pequeños hijos, un tiempo después se establecieron como pastores de la Iglesia Cruzada Cristiana en Funza, en este mismo lugar, fundaron en 1975 el Instituto Bíblico Berea. Ya en Colombia, tuvieron 2 hijas más: Patricia Corson y Mariana Corson. A finales de los años 70 esta familia y el Instituto Bíblico Berea se trasladaron a Bogotá, a su llegada esta familia formó parte activa de la Iglesia Centro de Desarrollo Cristiano, una sede de la Iglesia Cruzada Cristiana en el norte de Bogotá, por otro lado, Andrés Corson, a los 19 años inició a servir como copastor y líder de alabanza en esta iglesia.

### Iglesia tradicional (1993 - 1999)
En el año 1992 Andrés Corson y su padre fueron a Australia a buscar apoyo económico para el Instituto Bíblico Berea, sin embargo, nadie apoyó su causa. Terminando su visita el sentir de Andrés fue que debía iniciar una nueva iglesia, que entre otras cosas sustentara el instituto bíblico, ese mismo sentir lo tuvo su madre y su futura esposa Rocío. El primer domingo de 1993 inició la iglesia Amistad Cristiana (posteriormente renombrada como El Lugar de Su Presencia). El inicio de esta congregación fue con un grupo de 12 personas en la sala de una casa ubicada en la Zona Rosa de Bogotá. Unos meses después Andrés se casó con Rocío Ardila, tuvieron 2 hijos: Christy Corson y Daniel Corson. Con el paso de los meses la iglesia creció y se trasladó a La Casa de la Biblia, un salón del edificio de la Sociedad Bíblica Colombiana, donde la iglesia permaneció hasta el año 1996 (desde el 2016, Su Presencia El Nogal). El 28 de enero de 1996, con el apoyo financiero del Instituto Bíblico Berea, la iglesia se trasladó al barrio La Castellana, donde construyó un auditorio para 360 personas, en el año 1997 lo amplió para 480 personas y en el año 2001 para 699, además fue el lugar donde se grabó la primera producción musical de Álex Campos titulada Tiempo de la Cruz. El lugar donde hoy se encuentra la Iglesia en el barrio La Castellana era reconocido en los años 80s y 90s por ser una zona que albergaba en sus calles prostíbulos de clase alta, predios que la Iglesia adquirió posteriormente para la expansión de su sede.

### Iglesia celular (2000 - 2015)

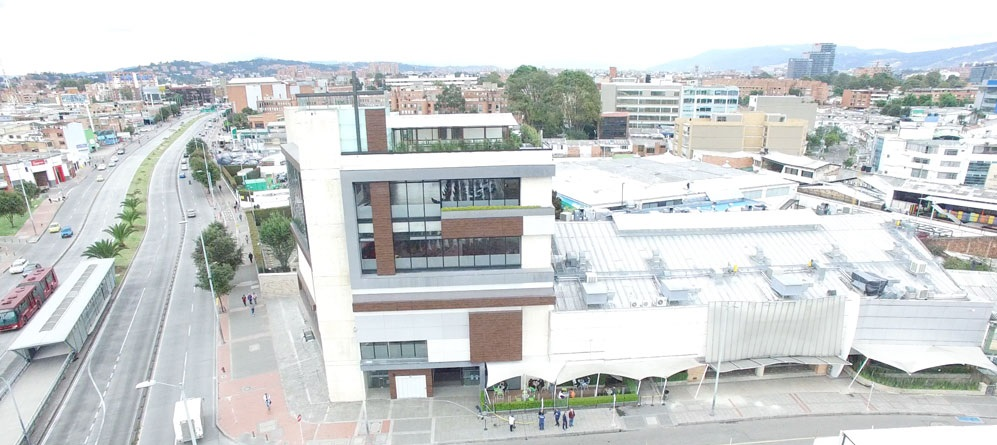
Exterior - Auditorio principal, Sede La Castellana

En el año 2000 esta iglesia comenzó la transición de un modelo de iglesia tradicional a una modelo de iglesia celular, durante esta transición la congregación tomó el nombre de Iglesia Cristiana El Lugar de Su Presencia, este nombre tiene su raíz en un sentir que tuvo Andrés Corson al iniciar la iglesia en 1993 y es que él consideró que Dios le estaba dando la misma promesa que le dio a Moisés en Éxodo 33:14 y es "Mi Presencia ira contigo, y te daré descanso". Finalizando el año 2000 realizaron el primer encuentro, un espacio de 3 días para que los feligreses sanen su pasado; en este mismo año grabaron la primera producción musical titulada En el Secreto. En el año 2001 realizaron el primer encuentro de conquistadores, en el cual fueron formados la primera generación de líderes de esta iglesia, con estos cambios la congregación comenzó a crecer más rápidamente. En 2003 inició Su Presencia Kids, la iglesia de los niños, además se fundó Su Presencia Producciones y Su Presencia Dallas; el Instituto Bíblico Berea se transformó en Su Presencia Berea. En el año 2005 el grupo de alabanza lanzó su segunda producción titulada Voy Buscando.
El 17 de febrero de 2007 fue inaugurado el actual auditorio principal de El Lugar de Su Presencia con una capacidad para 2000 personas (ampliado en el 2013 a 3000 asientos), además este evento contó con la participación del salmista Danilo Montero. En este mismo año la agrupación musical Éxodo 33:14 se transformó en la banda Su Presencia, la cual ha lanzado 9 producciones musicales (Cielos abiertos, Jesus Freak, Él, Fiel, Himnos, Vive en Mí, Fragmentos Del Cielo, Jesús y Tienes el Control), además de un disco especial para niños titulado Bichos Freak, cuatro EP con canciones navideñas y uno en portugués e inglés. Durante el 2010 fue inaugurado el edificio administrativo de la iglesia, además del primer overflow con una capacidad de 500 personas, ya que el espacio del auditorio principal no daba abasto, por esta misma razón, el número de reuniones fue aumentando hasta que en el año 2012 llegaron a 8 reuniones cada fin de semana. Finalizando el 2013 esta iglesia amplió el auditorio principal en 1000 sillas más, en 2014 abrió un chapel y otros dos overflows adicionales.

### Iglesia multisitio (2016 - presente)
En el 2016 inauguró un campus en el barrio El Nogal en el formato multi-sitio, lugar donde habían tenido la sede principal desde 1993 a 1996. En ese mismo año abrió una emisora de radio Su Presencia Radio y la banda de jóvenes NxtWave lanzó su primera producción, consecuentemente esta banda lanzó Burning Flame y We Are The Revolution.  Durante el 2018 esta iglesia dio apertura de El Teatro, un nuevo auditorio con capacidad para 1500 personas, además de un edificio de parqueo de 6 pisos. A inicios del año 2019 el Instituto Bíblico Berea selló un acuerdo para formar a distancia ministros y recibir entrenamiento de Alphacrucis College, una universidad australiana. Durante el 2020, en tiempos del COVID-19, la asistencia digital de esta congregación fue de más de 120.000 personas únicas semanales.
Durante el 2022, esta iglesia dio apertura de su segundo campus en el municipio de Cajicá, con un capacidad de 1500 personas. Inauguró un nuevo edificio dedicado al instituto bíblico Su Presencia Berea, al igual que un nuevo auditorio y edificio para Su Presencia Kids en su sede principal de La Castellana. En ese mismo año dio apertura a un nuevo campus en Suba La Campiña, con un auditorio para más de 3500 personas e inició de manera oficial el campus en Medellín. En el 2023 inauguró un nuevo edificio en la sede de La Castellana, dedicado exclusivamente al desarrollo de los encuentros, dentro de este edificio se encuentra el baptisterio de la iglesia. Durante el 2024 inició la construcción de la sede Medellín.  

## Organización

### Asistencia, membresía y sedes
Según su sitio oficial al 2018 esta congregación, en su sede principal, contaba con una asistencia por fin de semana de 42.000 personas, incluyendo 6000 niños. Tiene sedes en Dallas, Medellín, Cajicá, Chiquinquirá, y Bogotá.   En la sede principal esta iglesia tiene 7 reuniones por fin de semana, y cuenta con un auditorio con un aforo de 3000 asientos, además, de  un teatro con 1500 sillas y varios auditorios alternos que suman 1800 sillas adicionales.
Esta iglesia utiliza en su organización las células o grupos de conexión, son reuniones de un grupo reducido de personas que tienen características demográficas en común, en donde se discuten distintos temas de la vida cristiana y se construye comunidad. Esta congregación mide su membresía con base al número de asistentes a estas células, a diferencia de otras iglesias que realizan esta medición con base al número de asistentes por fin de semana o al número de afiliados, como es el caso de las iglesias históricas protestantes. La membresía de El Lugar de Su Presencia a febrero del 2019 era del 60% de los asistentes por fin de semana, es decir, esta congregación cuenta con una membresía de aproximadamente 24.000 adultos. Al 2018 esta organización contaba con 230 empleados y un grupo de 9.000 voluntarios que se encarga de la logística de la reuniones.

### Liderazgo

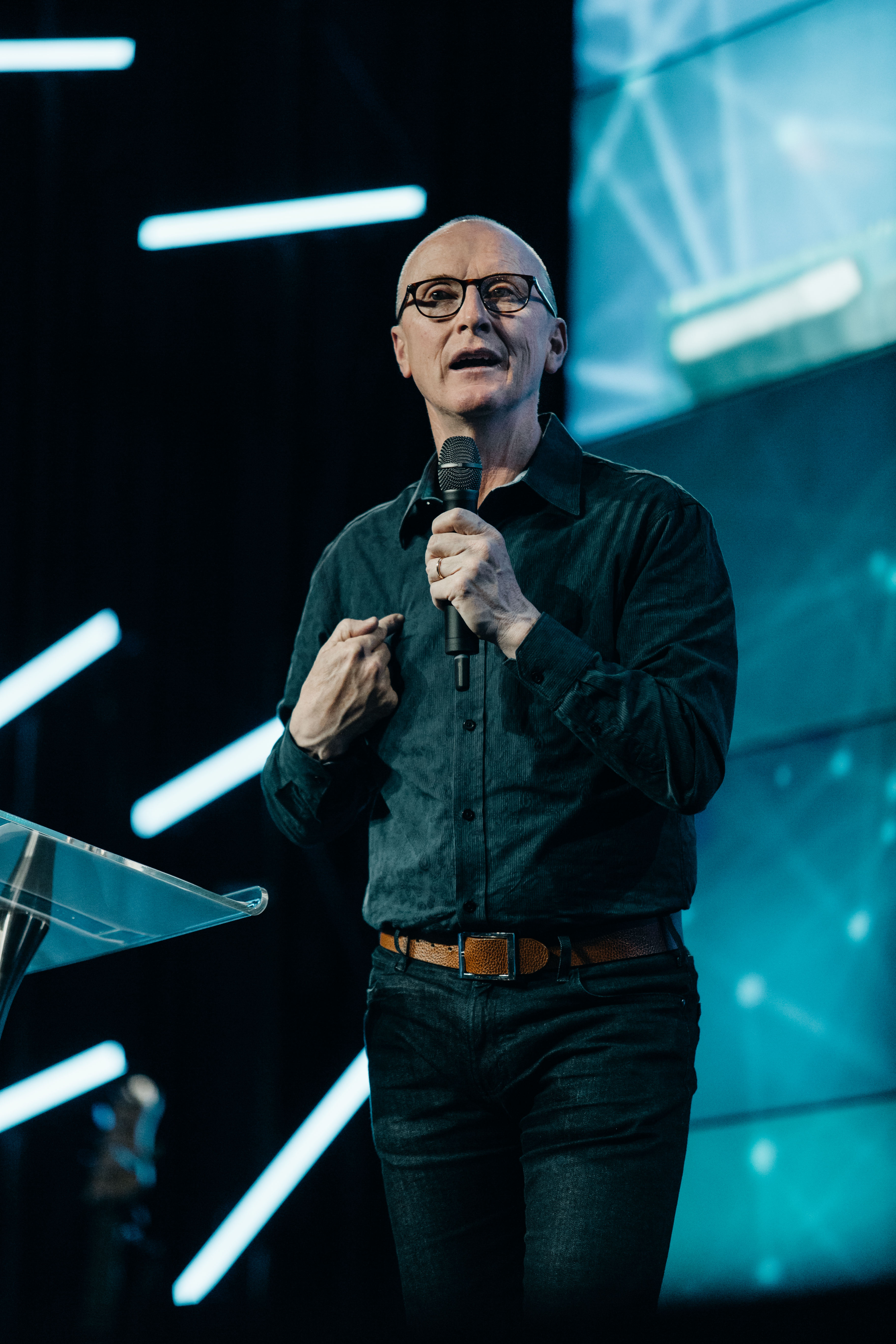
Pastor Andrés Corson

Los fundadores, Andrés y Rocío Corson, son los pastores principales de esta congregación. Por otro lado, tiene un equipo de predicadores, que a la vez forman parte del cuerpo directivo de esta congregación junto a los Corson. Debajo de este cuerpo directivo se encuentran los líderes de los grupos de conexión, que son los encargados de manejar y pastorear las células de la iglesia. Estas células se agrupan en redes según la edad y estado civil de los miembros.

### Educación
El Lugar de Su Presencia tiene un Proceso de Formación (discipulado), que es requisito haber iniciado para ser bautizado o casarse en esta iglesia. Para ser voluntario, realizar estudios en el Instituto Bíblico o ser líder de un Grupo de Conexión es necesario haber terminado este proceso. Este consta primeramente de un encuentro, continúa el bautizo en agua (paso no requerido si la persona ya ha sido bautizada en una iglesia protestante), 12 pasos de sanidad, 4 niveles de formación básica cristiana, un segundo encuentro y finalmente un quinto nivel, este proceso dura cerca de 3 años. Además, los futuros líderes deben realizar otro nivel.
El Instituto Bíblico fundado en el año 1975 a inicios del siglo XXI inició a denominarse como Su Presencia Berea. En la actualidad ofrece el título de Teología Ministerial. Tiene asociación con Alphacrucis College en Australia.

### Medios de comunicación
Esta iglesia transmite sus mensajes en Colombia a través de la emisora Blu Radio, en televisión por el Canal 1, durante la pandemia del COVID-19 en el sitio web del diario El Tiempo y en Latinoamérica por Enlace TV. Además cuenta con una emisora de radio llamada Su Presencia Radio que transmite en Bogotá por los 1160 AM.
En YouTube tiene varios canales que superan los 3.6 millones de suscriptores, en este sitio suben predicaciones, música y series web. En el año 2020 mediante este formato llegaron a 21 millones de personas en 150 países. La transmisión de su reunión de fin de semana, en esta plataforma, alcanzó en 2020 las 120.000 conexiones cada semana.

### Cooperativismo
Tienen una cooperativa financiera llamada Su Presencia Cooperativa.

## Creencias

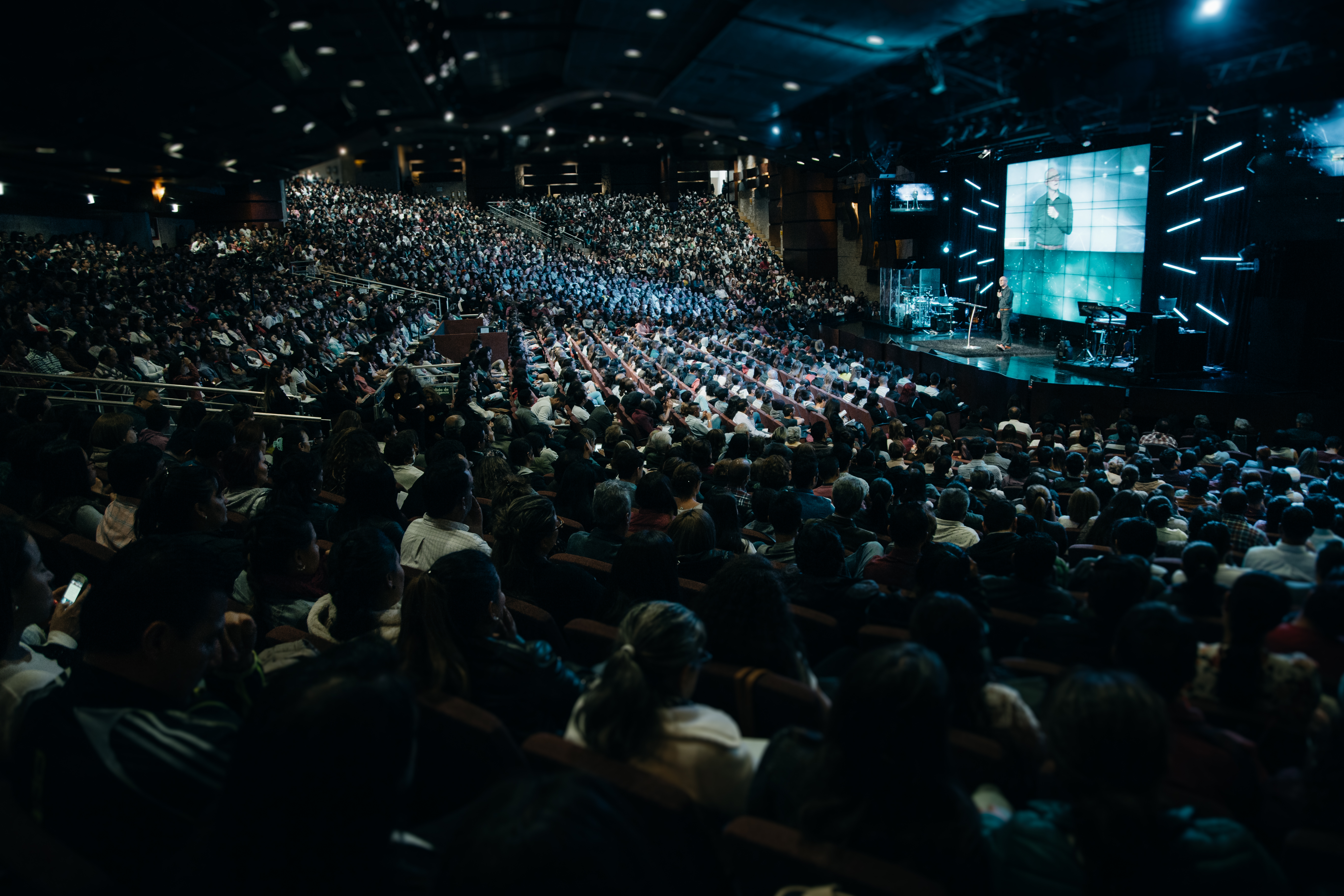
Servicio en el Auditorio principal - Sede La Castellana

Las creencias de El Lugar de Su Presencia son básicamente las mismas creencias de la gran mayoría de iglesias protestantes, pero con un énfasis pentecostal y carismático, por lo cual, esta iglesia puede ser catalogada como una iglesia protestante neopentecostal. El sistema de creencias de esta congregación puede ser resumido en las cinco solas de Martín Lutero «Solo Escritura, Solo Fe, Solo Gracia, Solo Cristo y Solo la Gloria para Dios» además de la creencia en la manifestación actual del Espíritu Santo en todos los creyentes. Como en la gran parte de las iglesias protestantes, esta congregación cree que la Biblia es la Palabra de Dios y fuente suprema de autoridad, que el pecado separa al hombre de Dios, y que Jesucristo es el único camino hacia Dios Padre. Creen que existe un solo Dios en tres personas: Dios el Padre, Dios el Hijo y Dios el Espíritu Santo, además en el bautismo en agua, y en el Espíritu, que trae consigo la manifestación de los dones del Espíritu Santo: lenguas, interpretación, profecía, discernimiento, conocimiento, sabiduría, fe, sanidades y milagros. Además creen en la segunda venida de Jesucristo y en que Dios desea prosperar a todos los creyentes, incluyendo en esta creencia algunos apartes, pero no en su totalidad, lo propuesto en la teología de la prosperidad.

## Su Presencia Worship y NxtWave

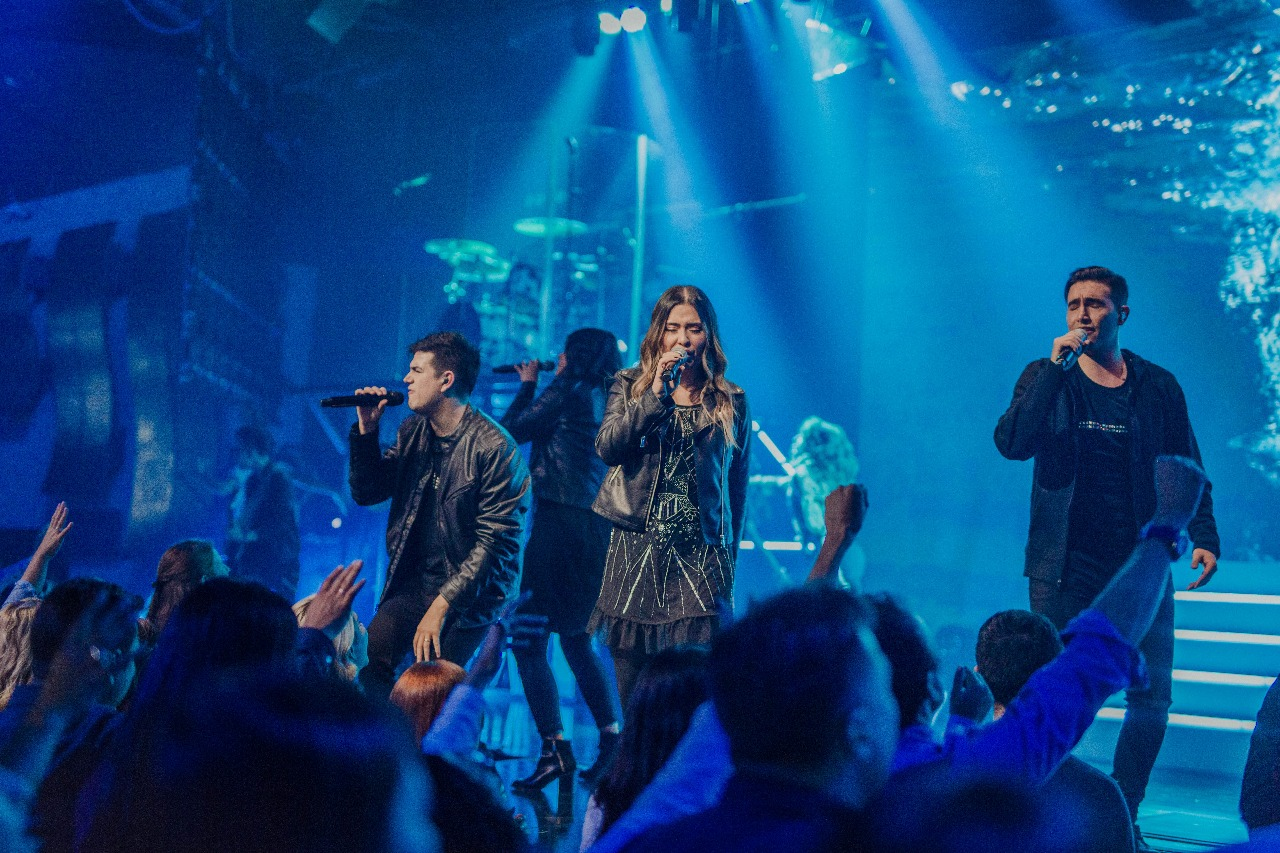
Su Presencia en concierto

El ministerio musical de esta congregación se compone actualmente por las bandas Su Presencia (anteriormente Éxodo 33:14) y NxtWave. La primera banda Éxodo 33:14 nació en el año 2000, la cual lanzó 2 producciones tituladas En el Secreto y Voy Buscando. En el año 2007 la banda se transformó en Su Presencia bajo la promesa "Nuestra música sanara la tierra", una palabra que la Pastora Rocío Corson sintió que Dios le había dado, en este mismo año la agrupación lanzó su primera producción titulada Cielos Abiertos, consecuentemente lanzó Jesus Freak (2009), Él (2011), Bichos Freak (2012) un álbum para niños con canciones de Su Presencia y Álex Campos, Fiel (2013), Himnos (2014), Vive En Mí (2015), Fragmentos Del Cielo (2018), Jesús (2021) y Tienes El Control (2023). La banda NxtWave, nació en el año 2015 en las reuniones de jóvenes de la iglesia; esta lanzó su primera producción en el año 2016 titulada NxtWave, consecuentemente lanzó Burning Flame (2019) y We Are The Revolution (2024).

### Discografía

#### Álbumes

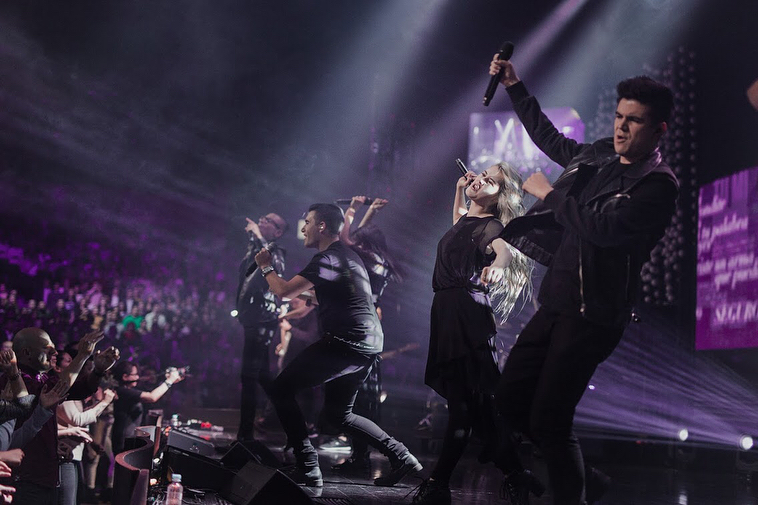
Banda Su Presencia en vivo

| Año  | Título                | N.º Canciones | Banda                  | Canciones relevantes                                       |
| ---- | --------------------- | ------------- | ---------------------- | ---------------------------------------------------------- |
| 2024 | We Are The Revolution | 13            | Nxtwave                | "Perfecta paz", "inhala, exhala" y "regreso a casa"        |
| 2023 | Tienes el control     | 14            | Su Presencia           | "Despierta" "Profundamente te amo" y "Más de ti"           |
| 2021 | Jesús                 | 15            | Su Presencia           | "Jesús", "La Luz" y "Pienso en Ti"                         |
| 2019 | Burning Flame         | 14            | NxtWave                | "Burning Flame" "En Ti Soy Libre" "Siéntelo En Tu Corazón" |
| 2018 | Fragmentos Del Cielo  | 16            | Su Presencia           | "Eternamente Amor", "Bailando" y "Lluvia De Tu Gracia"     |
| 2016 | NxtWave               | 10            | NxtWave                | "Malas Noticias", "Volar Contigo" y "Soy Tuyo".            |
| 2015 | Vive En Mí            | 13            | Su Presencia           | "Voy A Surfear", "Pintas El Aire", y "Vive En Mí".         |
| 2014 | Himnos                | 10            | Su Presencia           | "10000 Razones", "Cuan Grande Es Él" y "Yo Me Rindo a Él". |
| 2013 | Fiel                  | 13            | Su Presencia           | "Fiesta", "Eterna relación", y "Fiel".                     |
| 2012 | Bichos Freak          | 10            | Su Presencia           | "Fuego (Kids)" y "Goliat (Kids)".                          |
| 2011 | Él                    | 13            | Su Presencia           | "Espíritu Santo", "Fuego", y "Al Gran Yo Soy".             |
| 2009 | Jesus Freak           | 13            | Su Presencia           | "Goliat", "El Cielo En La Tierra", y "Como Las Estrellas". |
| 2007 | Cielos Abiertos       | 11            | Su Presencia           | "Cerca de Mí", "Como Un Trueno", y "Pegaito".              |
| 2005 | Voy Buscando          | 12            | Éxodo 33:14            | "Voy Buscando", "Siempre Estarás", y "En El Desierto".     |
| 2000 | En el Secreto         | 10            | Treinta & Tres Catorce | "Te Entrego Mi Ser", "Bueno Es Dios", y "Mi Ser Te Alaba". |

#### EP
| Año  | Banda                  | Título                        |
| ---- | ---------------------- | ----------------------------- |
| 2023 | Su Presencia           | Campanas de Salvación         |
| 2020 | Su Presencia & NxtWave | Navidad Vol 3                 |
| 2020 | Su Presencia           | Fragments Of Heaven (English) |
| 2020 | Su Presencia           | Fragmentos Do Céu (Portugués) |
| 2019 | Su Presencia           | Navidad Vol 2                 |
| 2018 | Su Presencia & NxtWave | Navidad Vol 1                 |

#### Sencillos
| Año  | Banda        | Canción                               |
| ---- | ------------ | ------------------------------------- |
| 2024 | Su Presencia | Consejero, Maravilloso                |
| 2024 | Su Presencia | Feliz Navidad                         |
| 2024 | Su Presencia | Tienes El Control (Acústico)          |
| 2024 | Su Presencia | Alfa y Omega                          |
| 2021 | NxtWave      | A Ti Sea La Gloria                    |
| 2021 | Su Presencia | Soberano                              |
| 2021 | NxtWave      | Burning Flame (Acústico)              |
| 2020 | Su Presencia | Todo va a estar bien                  |
| 2020 | NxtWave      | En Ti Soy Libre (Acústico)            |
| 2020 | NxtWave      | Hazme Brillar (Acústico)              |
| 2020 | NxtWave      | El Diablo Está Bajo Mis Pies          |
| 2020 | Bichos Freak | Tu Palabra                            |
| 2019 | Bichos Freak | Vivo En Tu Amor                       |
| 2019 | NxtWave      | Cambia Tu Mente (Remix)               |
| 2018 | Su Presencia | Veo Al Hijo Del Hombre (Rock Version) |
| 2017 | NxtWave      | I Am Yours (Acoustic)                 |

Instrumentales / Pistas / Compilaciones
| Año  | Banda                  | Título                       | Tipo         |
| ---- | ---------------------- | ---------------------------- | ------------ |
| 2022 | Su Presencia & NxtWave | Navidad (Jesús Es El Motivo) | Compilación  |
| 2020 | Su Presencia           | El Cielo En La Tierra        | Instrumental |
| 2019 | NxtWave                | Burning Flame Without Words  | Pistas       |
| 2017 | Su Presencia           | Lo Mejor De Su Presencia     | Compilación  |

#### Colaboraciones
| Año  | Título                                    | Banda         | Banda/Artista Colaborador | Tipo     |
| ---- | ----------------------------------------- | ------------- | ------------------------- | -------- |
| 2025 | Cara a Cara                               | Su Presencia  | Marcos Vidal              | Sencillo |
| 2024 | Más Cerca                                 | Nxtwave       | Conquistando Fronteras    | Sencillo |
| 2024 | Equipo Ganador                            | Su Presencia  | Planetshakers             | Sencillo |
| 2024 | Tu Presencia                              | Su Presencia  | Alex Campos               | Sencillo |
| 2023 | Profundamente te amo                      | Su Presencia  | Andrés Corson             | Sencillo |
| 2022 | Quedáte                                   | Andrés Corson | Funky                     | Sencillo |
| 2021 | La Batería                                | Su Presencia  | NxtWave                   | Sencillo |
| 2020 | Libertad                                  | Su Presencia  | Julissa y Alex Zurdo      | Sencillo |
| 2020 | La Luz                                    | Su Presencia  | Marcos Witt               | Sencillo |
| 2020 | Encuentros                                | Su Presencia  | Danilo Montero            | Disco    |
| 2020 | La Bendición (The Blessing)               | Su Presencia  | Iglesias en Latinoamérica | Sencillo |
| 2020 | ¿Quién Dijo Miedo?                        | Su Presencia  | Gilberto Daza             | Sencillo |
| 2020 | Cristo, Te Amo                            | Su Presencia  | Generación 12             | Sencillo |
| 2019 | Cara A Cara                               | Andrés Corson | Álex Campos               | Sencillo |
| 2019 | Solo En Tus Brazos                        | Su Presencia  | Jotta A                   | Sencillo |
| 2019 | Alegras Mis Días                          | Su Presencia  | Miel San Marcos           | Sencillo |
| 2018 | Fragmentos del Cielo                      | Su Presencia  | NxtWave                   | Sencillo |
| 2018 | Espíritu Santo & Lleno Del Espíritu Santo | Su Presencia  | Thalles Roberto           | Sencillo |
| 2018 | Tu Luz                                    | Su Presencia  | DeLuz                     | Sencillo |
| 2017 | Malas Noticias                            | NxtWave       | Funky                     | Sencillo |
| 2016 | Sé Quién Eres Tú                          | Su Presencia  | Planetshakers             | Disco    |
| 2016 | Tu Palabra                                | Su Presencia  | Gilberto Daza             | Sencillo |
| 2013 | Tu Amistad Me Hace Bien                   | Su Presencia  | Álex Campos               | Sencillo |

## Libros
| Título                                                      | Autor                 | Año               | Editorial             |
| ----------------------------------------------------------- | --------------------- | ----------------- | --------------------- |
| Ansiedad & Depresión                                        | Natalia Nieto         | 2024              | Su Presencia Editores |
| Sanidad total                                               | Andrés Corson         | 2023              | Su Presencia Editores |
| Nunca quise ser adicto                                      | Diego Salazar         | 2022              | Su Presencia Editores |
| La oración es la clave del éxito                            | Andrés Corson         | 2021              | Su Presencia Editores |
| Tu ministerio de niños puede crecer                         | Henry y Adriana Pabón | 2019              | e625                  |
| Mamá High Energy                                            | Rocío Corson          | 2018              | e625                  |
| Voy a disfrutar la vida                                     | Andrés Corson         | 2017              | Su Presencia Editores |
| 7 secretos que todo líder de universitarios debe saber      | Natalia Nieto         | 2016              | e625                  |
| Vida y obra de un pionero: Patricio Symes (segunda edición) | Valentín González     | 1983(1) / 2013(2) | Su Presencia Editores |
| 20 Años siendo El Lugar de Su Presencia                     | N/A                   | 2013              | Su Presencia Editores |
| ¿Cómo conquistar el corazón de Dios?                        | Andrés Corson         | 2013              | Editorial Vida        |

## Controversias
Esta iglesia ha sido mediática por el fenómeno que ha representado en Bogotá y el impacto del mismo a nivel de las iglesias evangélicas en esta ciudad, además de quejas que ha recibido por parte de los vecinos del barrio La Castellana, sobre todo por el uso del espacio público, el cual ha atraído indirectamente vendedores ambulantes y carros estacionados en sitios prohibidos. En 2023, la Corte Interamericana de Derechos Humanos (Corte IDH) denunció al Estado de Bolivia para extraditar a Eduardo Gutiérrez, un exlíder de la red de Universitarios de la iglesia, para enfrentar cargos penales asociados a hechos ocurridos en el 2001. En respuesta a ello se levantaron tres juicios en contra de él que terminaron siendo anulados.   La Corte Suprema de Justicia de Colombia falló en favor de Gutiérrez en 2023 argumentando que el delito ya había prescrito en Colombia, no obstante, el caso está en estudio en La Corte Constitucional de Colombia. La iglesia emitió una respuesta a El Espectador, donde afirmó que Gutiérrez desde el 2018 se retiró totalmente de la iglesia, además de aclarar que en la fecha en que se presentaron los presuntos hechos, Gutiérrez no era parte de la congregación.